# Jean de Cambefort
Jean de Cambefort (1605 circa – Parigi, 4 maggio 1661) è stato un cantore e compositore francese del Seicento.

## Biografia

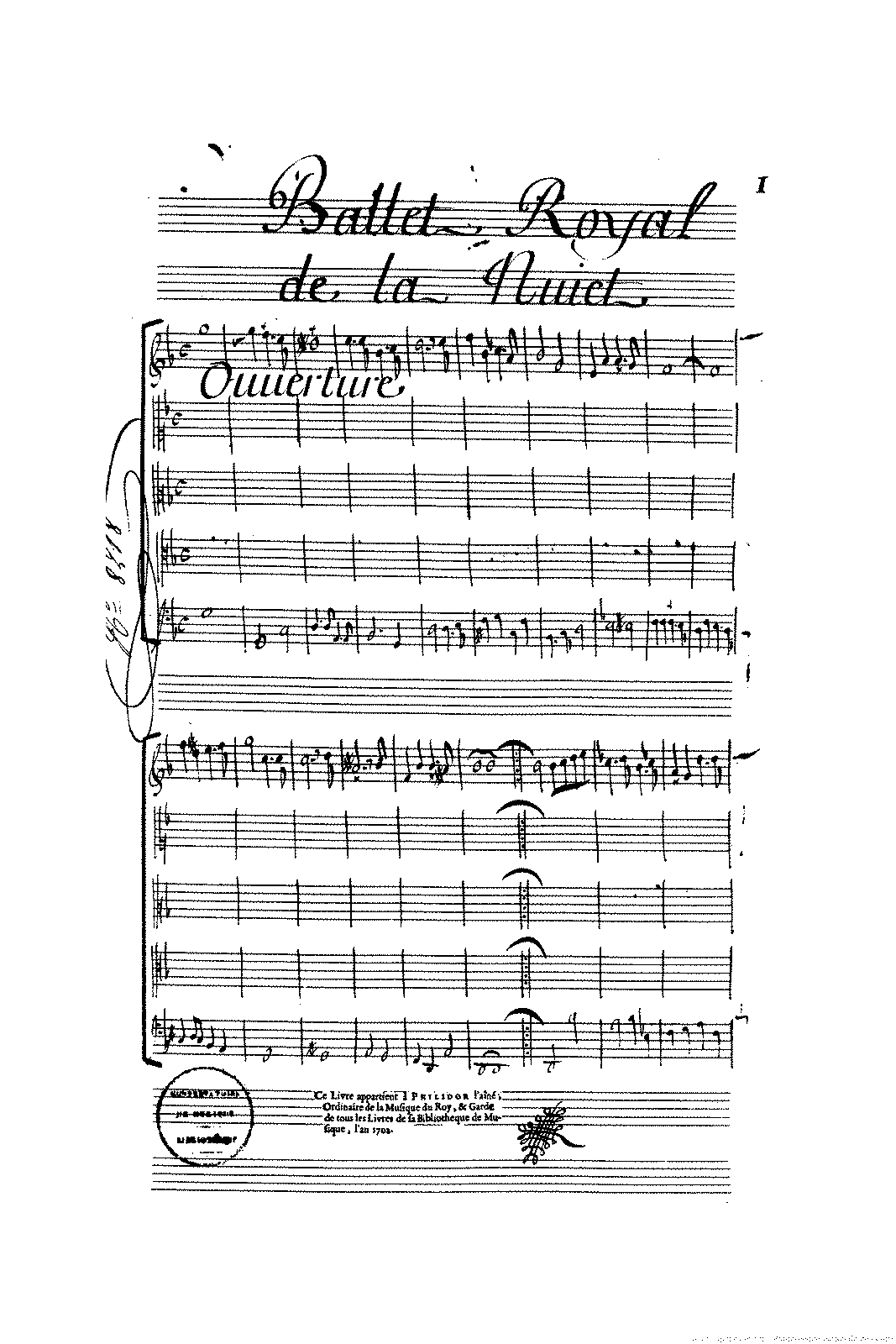
Ballet de la Nuit (J. de Cambefort, J.-B. Lully)

Jean de Cambefort iniziò la sua carriera come cantore della cappella privata del cardinale Richelieu. Dopo la morte di Richelieu nel 1642, si trasferì al servizio del cardinale Giulio Mazzarino, che rimase suo eterno protettore; a lui Cambefort dedicò il secondo libro di airs de cour. Nel 1644, grazie all'influenza di Mazzarino, succedette a François de Chancy come maître des enfants de la chambre du roi, ma si trovò immediatamente in rivalità con Jean-Baptiste Boësset, protetto da Jean Baptiste Colbert. Nel 1650, ancora grazie a Mazzarino, divenne compositeur de la musique de la chambre di Luigi XIV. Nel 1655, per ordine del re, si recò in Linguadoca per arruolare nuovi ragazzi cantori nel coro. Quando, cinque anni dopo, non ottenne il posto di maître de la musique de la reine, scrisse una lettera di lamentela a Mazzarino, in cui elogiando se stesso, giudicava Le Camus e Boësset, a cui il posto era stato assegnato, privi dei requisiti necessari per ricoprire l'incarico. Ottenne, comunque, la nomina di surintendant de la musique du roi (che passerà a Jean-Baptiste Lully dopo la sua morte). Sposò una nipote del compositore Paul Auget.

## Stile
Cambefort scrisse tutte le parti cantate del Ballet de la nuit, che Menestrier considerò il più riuscito dei ballets de cour. Compose almeno un'aria per il Ballet du temps  del 1654, e nello stesso anno cantò alcune canzoni de Le nozze di Peleo e di Theti di Carlo Caproli. Fu certamente un abile cantore; pur rimanendo estraneo alle stravaganze stilistiche, per esempio, di Luigi Rossi, sviluppò uno stile drammatico personale senza però rinunciare alla bontà della sua lirica. Le sue arie per i balletti sono qualitativamente notevoli (come la canzone di Venere nel Ballet de la nuit, atto 2º, scena I), anche per la maestria con cui adattò le melodie alle regole della prosodia. Queste caratteristiche, come scrisse André Danican Philidor, ne fanno uno dei primi anticipatori dello stile di Lully, evidenti anche nel coro delle Ore in dialogo con la Luna, del Ballet de la nuit, e nel «Récit du temps et des quatre saisons» del Ballet du temps. Cambefort fu inoltre uno degli ultimi compositori di air de cour.
Scalzato dal successo di Lully, Cambefort abbandonò la composizione di opere profane nei suoi ultimi anni. La sua musica sacra, tuttavia, non è sopravvissuta, ma Jean Loret, nella lettera del 23 aprile 1661 (La  Muze historique, Parigi, 1650-1665), ammira l'abilità della sua ultima fatica compositiva sacra, eseguita pochi giorni prima della sua morte.

## Opere
- Ballet de la nuit, 1653;
- «Récit du temps et des quatre saisons», in Ballet du temps, 1654;
- Airs de cour, Parigi, 1651;
- IIe livre d'airs, Parigi, 1655;
- 17 arie, arrangiamenti di arie dalle pubblicazioni del 1651 e 1655.